# تقسيمات الضفة الغربية الإدارية
التقسيم الإداري للضفة الغربية هو مجموعة من التقسيمات الإدارية التي طبقت على منطقة الضفة الغربية من نهر الأردن في فلسطين خلال وقوعها تحت مختلف السلطات والأجسام السياسية، وهذه التقسيمات خلفت التقسيم الإداري لفلسطين في فترة الإنتداب البريطاني الذي كانت فيه الضفة الغربية وقطاع غزة جزءا من 16 قضاء كانت تشكل التقسيم الإداري لفلسطين مع نهاية الانتداب. بعد حرب 1948 ضُمَّت الضفة الغربية إلى المملكة الأردنية الهاشمية في مؤتمر أريحا عام 1951 وقُسّمت إداريا لثلاثة محافظات، احتلتها إسرائيل خلال حرب 1967 وقسّمتها إلى 4 مناطق، ولما إستلمت سلطة الحكم الذاتي الفلسطيني الإدارة فيها عبر إتفاق أوسلو، استخدمت السلطة (بعد عام 1995) تقسيما إداريا بإحدى عشر محافظة.

## التقسيم الأردني
جرى تقسيم الضفة الغربية لنهر الأردن بعد حرب عام 1948 بعد ضمها للأردن إلى ثلاثة محافظات، وفي كل من هذه المحافظات متصرفيات كالآتي:

### محافظة نابلس (الشمال)
| - لواء جنين (1) قضاء يعبد داخل لواء جنين (1) - لواء نابلس (2) قضاء طولكرم داخل لواء نابلس (1) قضاء قلقيلية داخل لواء نابلس (2) |

### محافظة القدس (الوسط)
| * لواء القدس (3) قضاء أريحا داخل لواء القدس (1) قضاء رام الله داخل لواء القدس (2) قضاء بيت لحم داخل لواء القدس (3) |

### محافظة الخليل (الجنوب)
ولم تكن مقسمة إلى متصرفيات عدا الخليل

## التقسيم الإسرائيلي
جرى تقسيم الضفة الغربية لنهر الأردن بعد حرب عام 1967 من قِبل الاحتلال الإسرائيلي إلى 4 مناطق كما يلي:
| - منطقة جنين (1) و يتبعها مدن طولكرم و قباطية و يعبد و اليامون و طوباس - منطقة نابلس (2)و يتبعها مدن قلقيلية و سلفيت - منطقة القدس (3)و يتبعها مدن رام الله و بيت لحم واريحا - منطقة الخليل (4)و يتبعها مدن يطا و الظاهرية و دورا و حلحول |

وتم ضم منطقة القدس (المقلمة طوليا) بشكل أحادي الجانب إلى إسرائيل.
حكام عسكريون إسرائيلون للضفة الغربية:
- حاييم هرتصوغ (1967 - 1967)
- رافائيل فاردي (ديسمبر 1967 - 1969 ?)
- رحبعام زيئيفي (سنوات 1970)
- دافيد هاجوئيل (1976 - مايو 1978)
- بنيامين (فؤاد) بن اليعيزر (1978 - 1981)
- ميناحيم ميلسون (نوفمبر 1981 - 1982)
- إفرائم سنيه (1985 - 1987)
- عمرام متسناع (1987 - 1989)
- يتسحاق مردخاي حدود 1989
- فريدي زاخ حدود 1991
- موشيه يعلون (يناير 1992 - أغسطس 1993)
- شاؤول موفاز (1993 - فبراير 1994)
- داني ياتوم (حدود 1994)
- إيلان بيران (فبراير 1995 - سبتمبر 1996)
- شلومو أورن سبتمبر 1996 - سبتمبر 2000
- بيني جانتس (2000 - 2001)
- أريئيل بيلج 2001
- جيرشون يتسحاك 2002
- موشيه كابلينسكي (2002 - 2003)
- جادي أيزينكوت 2004
- يتسحاك ايتان 2004

## تقسيم السلطة الوطنية الفلسطينية
وفي عام 1995 ، مع قدوم السلطة الوطنية الفلسطينية، تم تقسيم الضفة الفربية إلى 11 محافظة هي:
| محافظات الضفة الغربية | - محافظة أريحا - محافظة بيت لحم - محافظة نابلس - محافظة القدس | - محافظة رام الله والبيرة - محافظة سلفيت - محافظة طوباس - محافظة طولكرم | - محافظة الخليل - محافظة قلقيلية - محافظة جنين |  |

## التقسيم الإداري الإسرائيلي
تقسم إسرائيل الضفة الغربية إلى 8 مناطق إدارية عسكرية: منطقة جنين (منشه)، منطقة غور الأردن (ه-بكاع)، منطقة نابلس (شومرون)، منطقة طولكرم (إفرايم)، منطقة رام الله والبيرة (بنيامين)، منطقة موديعين-مكابيم-ريعوت (مكابين)، منطقة بيت لحم (عتصيون) ومنطقة الخليل (يهودا).

### البلديات الإسرائيلية
تقسم إسرائيل الضفة الغربية كما المناطق داخل حدود إسرائيل قبل عام 1948 إلى مجالس إقليمية، وهي ست مجالس:
- غوش عتصيون
- هار حيبرون - مجلس إقليمي جنوب جبل الخليل (بالعبرية: מועצה אזורית הר חברון) وتلفظ موعتسا ازوريت هار حفرون
- ماته بنيامين
- ميجلوت
- شومرون

يستخدم هذا التقسيم المستوطنون أساسا لوصف المناطق الإستيطانية.

## مواضيع متعلقة
| - السلطة الوطنية الفلسطينية - حرب الأيام الستة |